# نيو فرانكلين
نيو فرانكلين (أوهايو) (بالإنجليزية: New Franklin, Ohio)‏ هي مدينة تقع في الولايات المتحدة في مقاطعة صمت، أوهايو. يقدر عدد سكانها بـ 14,227 نسمة ومساحتها 69.10 كم2 وترتفع عن سطح البحر 333 متر.

## التركيبة السكانية
قام مكتب تعداد الولايات المتحدة بتحديد بيانات التركيبة السكانية لنيو فرانكلينفي تعداد الولايات المتحدة. في ما يلي، التركيبة السكانية حسب تعدادي 2000 و2010.

### تعداد عام 2000
بلغ عدد سكان نيو فرانكلين 2,191 نسمة بحسب تعداد عام 2000، وبلغ عدد الأسر 867 أسرة وعدد العائلات 647 عائلة مقيمة في القرية. في حين سجلت الكثافة السكانية 985.2 نسمة لكل ميل مربع (380.4/كم2). وبلغ عدد الوحدات السكنية 911 وحدة بمتوسط كثافة قدره 409.6 نسمة لكل ميل مربع (158.1/كم2).
وتوزع التركيب العرقي للقرية بنسبة 98.40% من البيض و 0.23% من الأمريكيين الأصليين و 0.37% من الأمريكيين ذوي الأصول الآسيوية و 0.09% من سكان جزر المحيط الهادئ و 0.46% من الأمريكيين الأفارقة و 0.41% من عرقين مختلطين أو أكثر.
بلغ عدد الأسر 867 أسرة كانت نسبة 30.6% منها لديها أطفال تحت سن الثامنة عشر تعيش معهم، وبلغت نسبة الأزواج القاطنين مع بعضهم البعض 65.7% من أصل المجموع الكلي للأسر، ونسبة 6.2% من الأسر كان لديها معيلات من الإناث دون وجود شريك، وكانت نسبة 25.3% من غير العائلات. تألفت نسبة 22.5% من أصل جميع الأسر من أفراد ونسبة 11.2% كانوا يعيش معهم شخص وحيد يبلغ من العمر 65 عاماً فما فوق. وبلغ متوسط حجم الأسرة المعيشية 2.97، أما متوسط حجم العائلات فبلغ 2.53.
بلغ العمر الوسطي للسكان 42 عاماً. وكانت نسبة 22.8% من القاطنين تحت سن الثامنة عشر، وكانت نسبة 6.7% بين الثامنة عشر والأربعة وعشرون عاماً، ونسبة 25.9% كانت واقعةً في الفئة العمرية ما بين الخامسة والعشرون حتى والأربعة وأربعون عاماً، ونسبة 27.2% كانت ما بين الخامسة والأربعون حتى الرابعة والستون، ونسبة 17.3% كانت ضمن فئة الخامسة والستون عاماً فما فوق. يوجد لكل 100 أنثى 98.3 ذكر، ويوجد لكل 100 أنثى في الثامنة عشر من عمرها فما فوق 97.1 ذكر.
بلغ متوسط دخل الأسرة في القرية 50,944 دولار، أما متوسط دخل العائلة فبلغ 57,667 دولار. وكان متوسط دخل الذكور 40,586 دولار مقابل 27,130 دولار للإناث. وسجل دخل الفرد الخاص بالقرية 23,231 دولار. وكانت نسبة 3.9% من العائلات ونسبة 4.8% من السكان تحت خط الفقر، وكان من هؤلاء نسبة 4.1% تحت سن الثامنة عشر ونسبة 4.2% في الخامسة والستين من العمر وما فوق.

### تعداد عام 2010
بلغ عدد سكان نيو فرانكلين 14,227 نسمة بحسب تعداد عام 2010، وبلغ عدد الأسر 5,640 أسرة وعدد العائلات 4,110 عائلة مقيمة في المدينة. في حين سجلت الكثافة السكانية 568.2 نسمة لكل ميل مربع (219.4/كم2). وبلغ عدد الوحدات السكنية 6,014 وحدة بمتوسط كثافة قدره 240.2 لكل ميل مربع (92.7/كم2).
وتوزع التركيب العرقي للمدينة بنسبة 97.7% من البيض و 0.1% من الأمريكيين الأصليين و 0.4% من الأمريكيين ذوي الأصول الآسيوية و 0.6% من الأمريكيين الأفارقة و 1.0% من عرقين مختلطين أو أكثر.
بلغ عدد الأسر 5,640 أسرة كانت نسبة 28.5% منها لديها أطفال تحت سن الثامنة عشر تعيش معهم، وبلغت نسبة الأزواج القاطنين مع بعضهم البعض 59.9% من أصل المجموع الكلي للأسر، ونسبة 8.5% من الأسر كان لديها معيلات من الإناث دون وجود شريك، بينما كانت نسبة 4.5% من الأسر لديها معيلون من الذكور دون وجود شريكة وكانت نسبة 27.1% من غير العائلات. تألفت نسبة 22.5% من أصل جميع الأسر من أفراد ونسبة 10.2% كانوا يعيش معهم شخص وحيد يبلغ من العمر 65 عاماً فما فوق. وبلغ متوسط حجم الأسرة المعيشية 2.93، أما متوسط حجم العائلات فبلغ 2.51.
بلغ العمر الوسطي للسكان 45.5 عاماً. وكانت نسبة 21.2% من القاطنين تحت سن الثامنة عشر، وكانت نسبة 7% بين الثامنة عشر والأربعة وعشرون عاماً، ونسبة 21% كانت واقعةً في الفئة العمرية ما بين الخامسة والعشرون حتى والأربعة وأربعون عاماً، ونسبة 33% كانت ما بين الخامسة والأربعون حتى الرابعة والستون، ونسبة 17.7% كانت ضمن فئة الخامسة والستون عاماً فما فوق. وتوزع التركيب الجنسي للسكان بنسبة 49.5% ذكور و50.5% إناث.